# Josef Groll
Josef Groll (Vilshofen an der Donau, 21 de agosto de 1813 – Vilshofen, 22 de novembro de 1887) foi um cervejeiro bávaro, mais conhecido por sua invenção do estilo de cerveja Pilsener.  A primeira cerveja pale-lager do mundo, sua Pilsner Urquell foi extremamente bem-sucedida, e serviu como inspiração para mais de dois terços da cerveja produzida no mundo de hoje.

## Invenção
Os cidadãos de Pilsen, Boêmia (hoje República tcheca) não estavam satisfeitos com a sua cerveja fermentada por leveduras do tipo Ale (leveduras de alta fermentação). Tanto que eles publicamente esvaziaram vários barris de cerveja, a fim de chamar a atenção para a sua baixa qualidade e curta vida útil de armazenamento.Assim, foi decidido pelo conselho municipal construir uma nova cervejaria, capaz de produzir uma cerveja do estilo lager (leveduras de baixa fermentação) com uma vida útil mais prolongada. Na época, este estilo era chamado de cerveja da Bavária, pois este processo de fermentação se tornou popular nesta região. Para este tipo de fermentação é necessário manter-se os tanques de fermentação entre 4 e 9 graus Celsius. Sendo propício pois o clima na Bohemia é semelhante ao da Baviera, tornando possível armazenar gelo do inverno e permitir a fermentação durante todo o ano.
A cerveja da baviera tinha uma reputação excelente, e cervejeiros da baviera eram considerados os principais mestres cervejeiros da época. Assim, os cidadãos de Pilsen, não só construíram uma nova fábrica de cerveja, mas também contrataram Josef Groll, um cervejeiro bávaro, para administrá-la.O pai de Josef Groll era dono de uma cervejaria em Vilshofen, na Baixa Baviera e havia muito tempo que experimentavam as novas receitas de cerveja lager. Em 5 de outubro de 1842, Groll produziu o primeiro lote da cerveja Urquell , que ficou caracterizada pela utilização de leveduras lager, água mole da região(água com poucos sais minerais), malte pale ale, e lúpulo Saaz.  Foi primeiramente servido nos bares Zum Goldenen Anker, Zur weißen Rosa e Hanes , em 11 de novembro de 1842, e foi muito bem recebida pela população.
O contrato de Josef Groll com o Bürgerliches Brauhaus (cervejaria do povo) em Pilsen expirou em 30 de abril de 1845 e não foi renovado. Groll voltou para Vilshofen, e mais tarde herdaria a cervejaria de seu pai.

## Cervejaria
O Groll cervejaria não existe mais. Partes da cervejaria, no entanto, foram adquiridas pelo Wolferstetter, outra cervejaria localizada em Vilshofen. Wolferstetter ainda produz uma cerveja Josef Groll Pils.